# Krhov (okres Blansko)
Obec Krhov se nachází v okrese Blansko v Jihomoravském kraji. Žije zde 153 obyvatel.
V jižní část území obce se nachází vrch Malý Chlum se stejnojmennou rozhlednou.

## Historie
První písemná zmínka o obci pochází z roku 1409. Od 15. století se v okolí obce těžila železná ruda, v pozdějších letech pak kamenná břidlice a uhlí.

## Pamětihodnosti
- Kaple Božského Srdce Páně
- Hradisko na Malém Chlumu

## Galerie

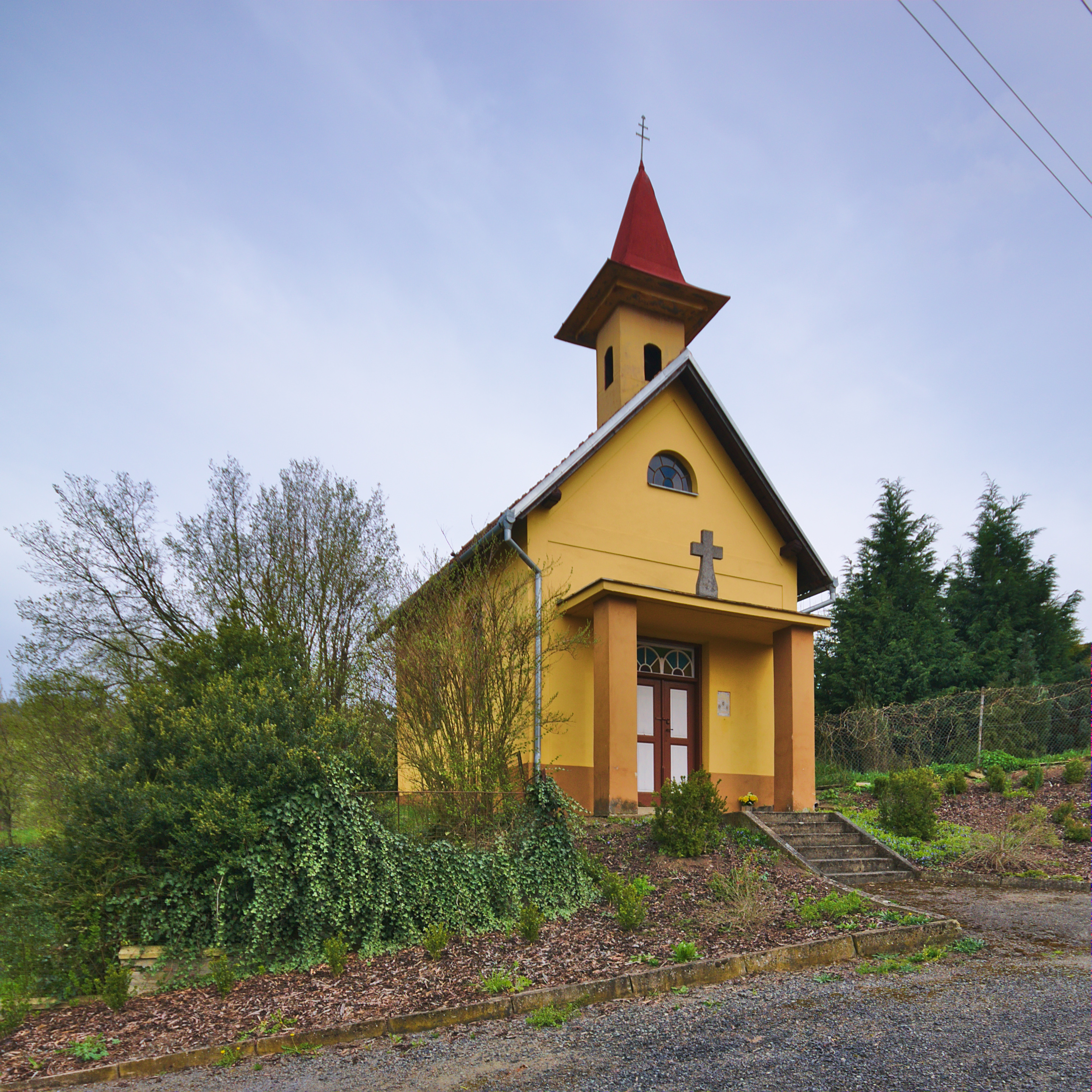
Kaple Božského Srdce Páně
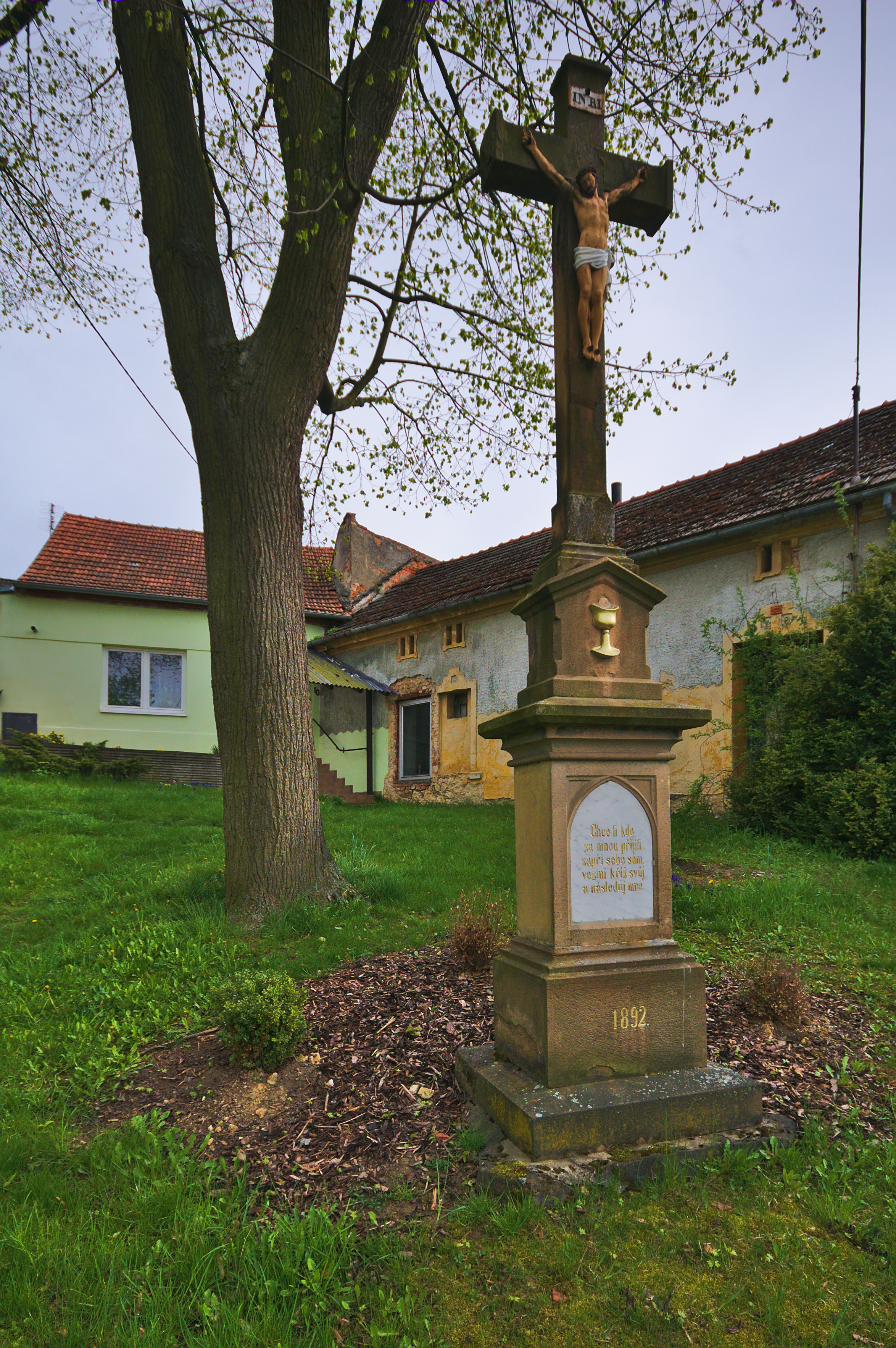
Kříž uprostřed vesnice
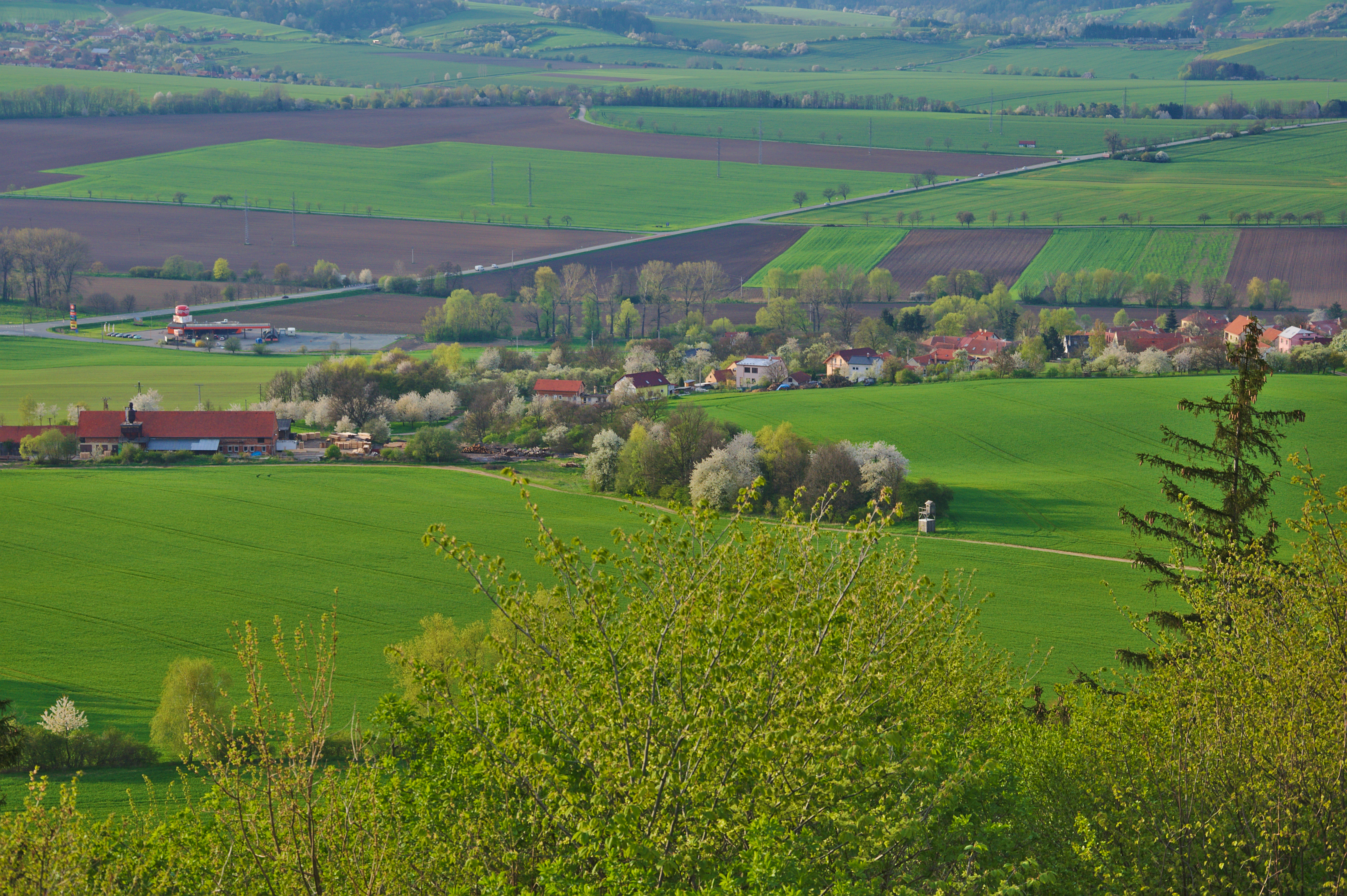
Pohled na vesnici z rozhledny na Malém Chlumu
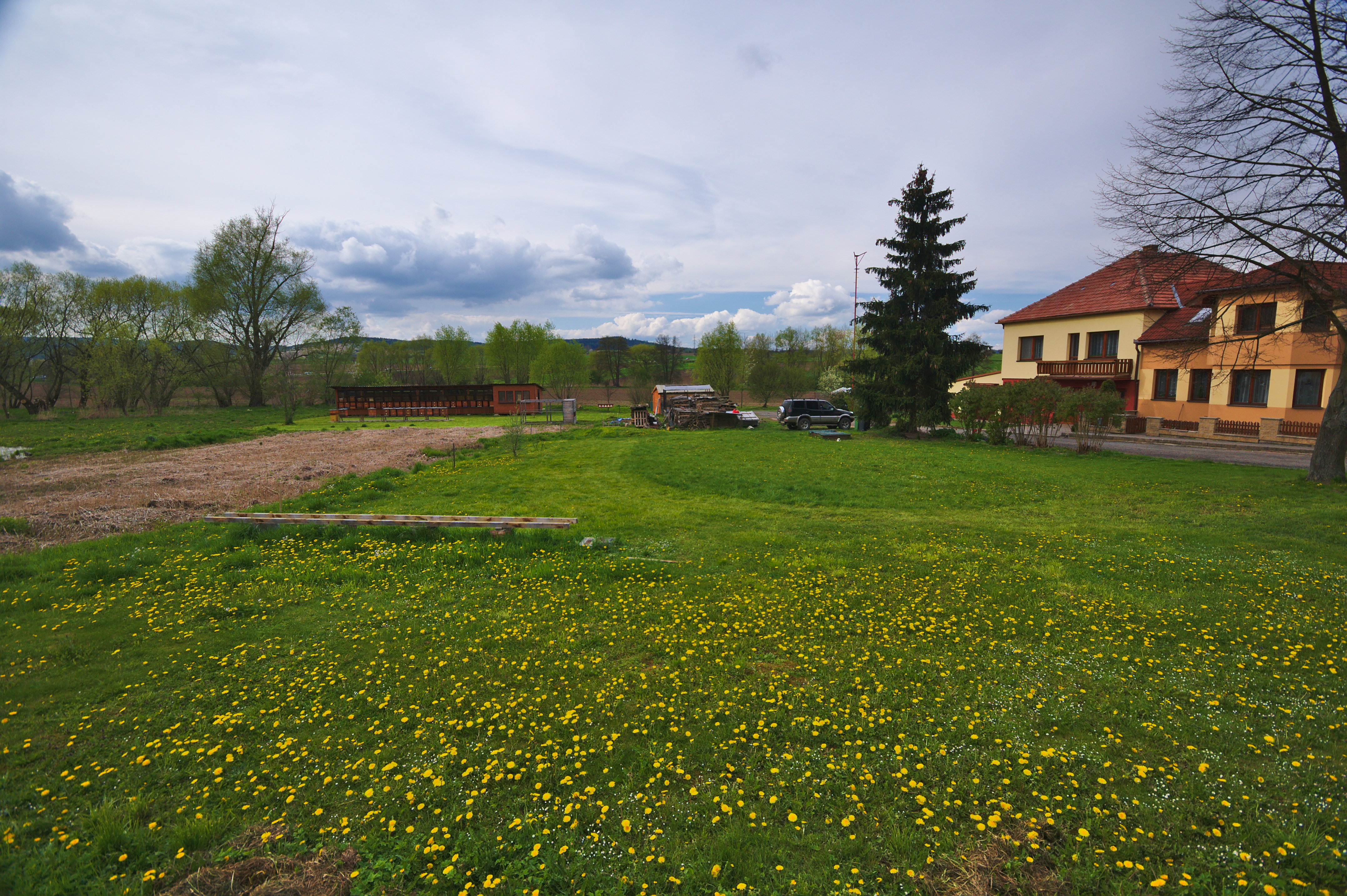
Včelín na kraji obce